# 久遠 (小説家)
久遠（くおん）は、台湾のライトノベル作家。女性。8月17日生まれ。台北在住。大学院生。

## 来歴
2009年、台湾国際角川書店主催の第1回台湾角川ライトノベル大賞で最上級の賞である「金賞」を受賞しデビュー。受賞時は23歳。受賞作の『罌籠葬』（インロンツァン、おうろうそう）は台湾角川より2009年6月に刊行された。ほかの作品に、『流光森林』（リウグァンセンリン、りゅうこうしんりん）がある。
2011年1月には、日本の角川書店の女性向けライトノベルレーベル・角川ビーンズ文庫よりデビュー作『罌籠葬』の日本語訳『華葬伝』（かそうでん）が刊行された。角川書店によると、中国語で書かれたライトノベルが日本で翻訳刊行されるのは初めてである。
日本の小説では、小野不由美や乙一の作品を好んでいる。

## 作品リスト

### 日本語訳が刊行されている作品
- 罌籠葬 （中国語版Wikipedia） （2009年6月、台湾角川 Fantastic Novels、全1巻、ISBN 9789862371381；） - イラスト：Izumi
  - 日本語訳：『華葬伝 〜Flower Requiem〜』上下巻（訳：根木佳子、2011年1月、角川ビーンズ文庫、ISBN 978-4-04-455029-5、ISBN 978-4-04-455035-6） - イラスト：Izumi
  - 中国語新装版：『罌籠葬』（2011年2月、ISBN 9789750306099）
  - 簡体字：『罂笼葬』（2010年9月、ISBN 9787535639189）

（ほかに、広州天聞角川動漫から2010年10月に『罌籠葬』の簡体字版『罂笼葬』が刊行されている）

### 日本語訳が刊行されていない作品
- 流光森林（中国語版Wikipedia） （台湾角川 Fantastic Novels、イラスト：Izumi）（ストリーマーの森）
  - 1巻 - 2010年1月、ISBN 9789862375075
  - 2巻 - 2010年7月、ISBN 9789862377734
  - 3巻 - 2011年5月、ISBN 9789862870761
  - 4巻 - 2012年2月、ISBN 9789862875575
  - 5巻 - 2013年3月、ISBN 9789863252337
    - 広州天聞角川動漫で簡体字版が刊行されている。